# 백 투 더 퓨처: 더 게임
백 투 더 퓨처: 더 게임(Back to the Future: The Game)은 백 투 더 퓨처 영화 시리즈에 기반을 둔 에피소드 형식의 어드벤처 게임이다. 이 게임은 텔테일 게임즈가 유니버설 스튜디오의 라이선스 거래의 일부로서 개발하고 배급하였다. 영화 삼부작의 공동 제작자이자 공동 저자, 공동 프로듀서인 밥 게일이 텔테일 게임즈의 게임 스토리 각본을 도왔다. 오리지널 배우 마이클 J. 폭스와 크리스토퍼 로이드가 개발자들이 리드 캐릭터 마티 맥플라이와 에밋 브라운을 각각 유사성을 가질 수 있도록 도왔다.
이 게임은 다중 게이밍 플랫폼에서 5개 에피소드로 구획되었다.

## 평가
| 게임              | 게임랭킹스 | 메타크리틱 |
| ----------------- | ---------- | ---------- |
| "It's About Time" | 80.32%     | 74/100     |
| "Get Tannen!"     | 76.86%     | 74/100     |
| "Citizen Brown"   | 75.57%     | 71/100     |
| "Double Visions"  | 73.64%     | 71/100     |
| "Outatime"        | 78.92%     | 75/100     |